# Coleophora stramentella
Coleophora stramentella é uma espécie de mariposa do gênero Coleophora pertencente à família Coleophoridae.